# Qaarsuarsuk
Qaarsuarsuk [ˈqɑːsːuˌɑsːuk] (nach alter Rechtschreibung K'aersuarssuk) ist eine wüst gefallene grönländische Siedlung im Distrikt Uummannaq in der Avannaata Kommunia.

## Lage
Qaarsuarsuk liegt 2,3 km nordwestlich von Qaarsut. Davor verläuft der Fjord Uummannap Kangerlua, und westlich von Qaarsuarsuk befindet sich das Flussdelta des Aarrusap Kussinersua.

## Geschichte

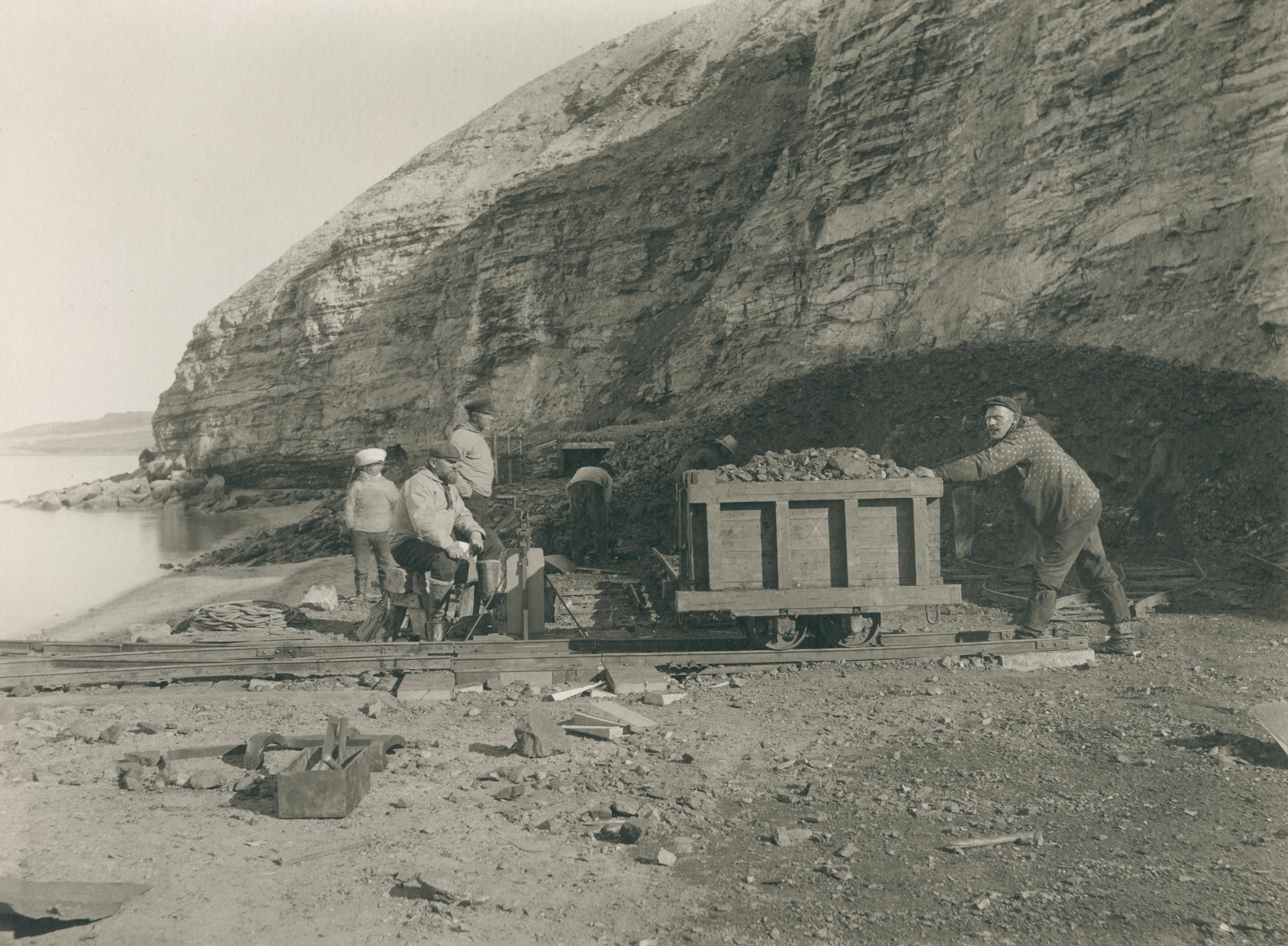
Die Mine in Qaarsuarsuk (zwischen 1905 und 1909)

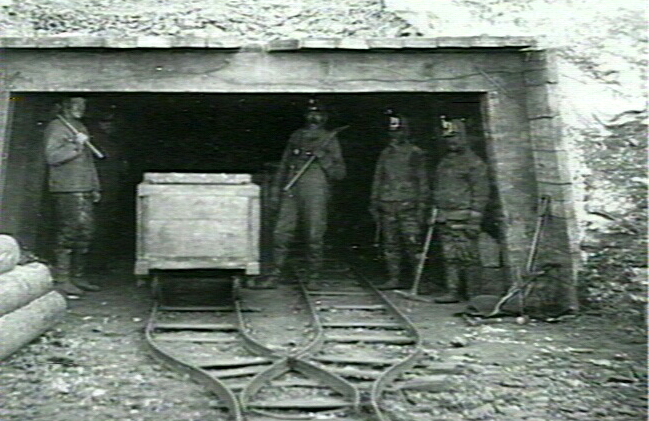
Die Mine in Qaarsuarsuk (1907, Foto von Alfred Bertelsen)

Bereits 1778 wurden in Qaarsuarsuk erstmals Kohlevorkommen gefunden. Ohne von geordnetem Abbau sprechen zu können, wurden die leicht zugänglichen Vorkommen ab 1878 von der lokalen Bevölkerung genutzt.
1905 wurde Qaarsuarsuk als Kohlemine gegründet. Im ersten Jahr wurden 200 Tonnen Kohle abgebaut. 1906 wurde ein Kraftwerk errichtet.
1915 gab es 47 Grönländer und fünf Europäer am Wohnplatz. Im Ort arbeiteten drei Jäger, die übrigen Männer waren Bergleute, die zum Überleben aber auch auf die Jagd gehen mussten. Die Europäer waren der Minenleiter, eine Haushälterin, ein Schmied, ein Zimmermann und ein Arbeiter. Es gab sechzehn grönländische Wohnhäuser, was für die Einwohnerzahl übermäßig viel war. Vier gehörten der Minengesellschaft und neun waren von Arbeitern bewohnt. Es gab dazu zwei Kohlelager, eins von 1903 und eins von 1908 sowie einen kleinen Kohleschuppen von 1910. Dazu kamen ein Materialhaus von 1905, ein Pulverhaus von 1906, ein Petroleumshaus von 1910 und ein Waaghaus von 1911. Die Schmiede stammte aus dem Jahr 1905 und die Zimmererwerkstatt war von 1907. Ein großes Wohnhaus für die dänische Mannschaft aus dem Jahr 1905 hatte sechs Zimmer, Küche, Speisekammer und Keller. Dazu gab es noch eine eigene 1907 errichtete Wohnung für einen Handwerker, die ursprünglich 1892 für die Expedition von Erich von Drygalski nördlich des Sermeq Kujalleq gebaut worden war. Das Wohnhaus des Minenleiters stammte aus dem Jahr 1912 und hatte zwei Zimmer und eine Küche.
1917 wurden bereits 1700 Tonnen Kohle in einem Jahr abgebaut. Als die Vorkommen erschöpft waren, wurde die Mine 1924 geschlossen und die Bergbauaktivitäten ins neugegründete Qullissat verlegt.
1930 hatte Qaarsuarsuk noch 30 Einwohner. In den 1940er Jahren lag die Einwohnerzahl bei 17 bis 21 Personen. 1952 wurde der Wohnplatz aufgegeben.
Qaarsuarsuk war ab 1911 ein Teil der Gemeinde Qaarsut. Mit der Verwaltungsreform von 1950 wurde er Teil der neuen Gemeinde Uummannaq.
An der Stelle des früheren Wohnplatzes befindet sich heute der Flughafen Qaarsut.